# San Pedro Jicayán
San Pedro Jicayán là một đô thị thuộc bang Oaxaca, México. Năm 2005, dân số của đô thị này là 10252 người.